# Nová Lesná
Nová Lesná (em alemão: Neu Walddorf; húngaro: Alsóerdőfalva) é um município da Eslováquia, situado no distrito de Poprad, na região de Prešov. Tem 4,17 km² de área e sua população em 2018 foi estimada em 1.654 habitantes.

## Demografia
| Ano:        | 1994 | 2004    | 2014   | 2024   |
| ----------- | ---- | ------- | ------ | ------ |
| Broj ljudi: | 1200 | 1522    | 1556   | 1646   |
| Razlika:    |      | +26,83% | +2,23% | +5,78% |

| Ano:               | 2023 | 2024   |
| ------------------ | ---- | ------ |
| Número de pessoas: | 1649 | 1646   |
| Diferença:         |      | -0,18% |